# 지푸 AI
지푸 AI(Zhipu AI) 또는 즈푸 AI(智谱AI), 즉 베이징 지푸 화장 테크놀로지(Beijing Zhipu Huazhang Technology)는 인공지능 전문 중국 기술 기업이다. 2024년 기준, 투자자들은 지푸 AI를 중국의 "AI 호랑이" 기업 중 하나로 꼽았으며, 국제데이터코퍼레이션(International Data Corporation)에 따르면 중국 AI 업계에서 세 번째로 큰 LLM 시장 참여 기업으로 평가받고 있다.